# حارة الجول (المحفد)
الجول هي إحدى حارات حي 5 أكتوبر بمدينة المحفد التابعة لمحافظة أبين، بلغ تعداد سكانها 1467 نسمة حسب تعداد اليمن لعام 2004.